# Vecmīlgrāvis
Vecmīlgrāvis est un voisinage (en letton : apkaime) dans l'arrondissement du Nord de Riga.

## Géographie
Situé sur la rive droite du fleuve Daugava à l'endroit où il se jette dans le Golfe de Riga. 
Ses frontières sont délimitées par la ligne de chemin de fer qui part depuis la rue Atlantijas jusqu'à la perspective Vecāķu (Vecāķu prospekts), puis, par les rues Laivinieku iela et Jaunciema iela, par les rives du Daugava et de l'Audupe. 
Ce territoire borde les voisinages de Vecdaugava et Trīsciems, il est relié par le pont avec Mīlgrāvis, alors que le long des rives du fleuve Daugava il correspond avec le Sarkandaugava, Kundziņsala, Voleri, Bolderāja, Daugavgrīva et Mangaļsala. 
Avec sa superficie de 607,3 km2 il est un peu au-dessus de la moyenne des voisinages de la capitale. Sa partie nord-est qui correspond à l'ancienne zone portuaire est appelée Rīnūži. On distingue aussi son centre Ziemeļblāzma .

## Transports
- Bus: 2, 24, 29

## Galerie

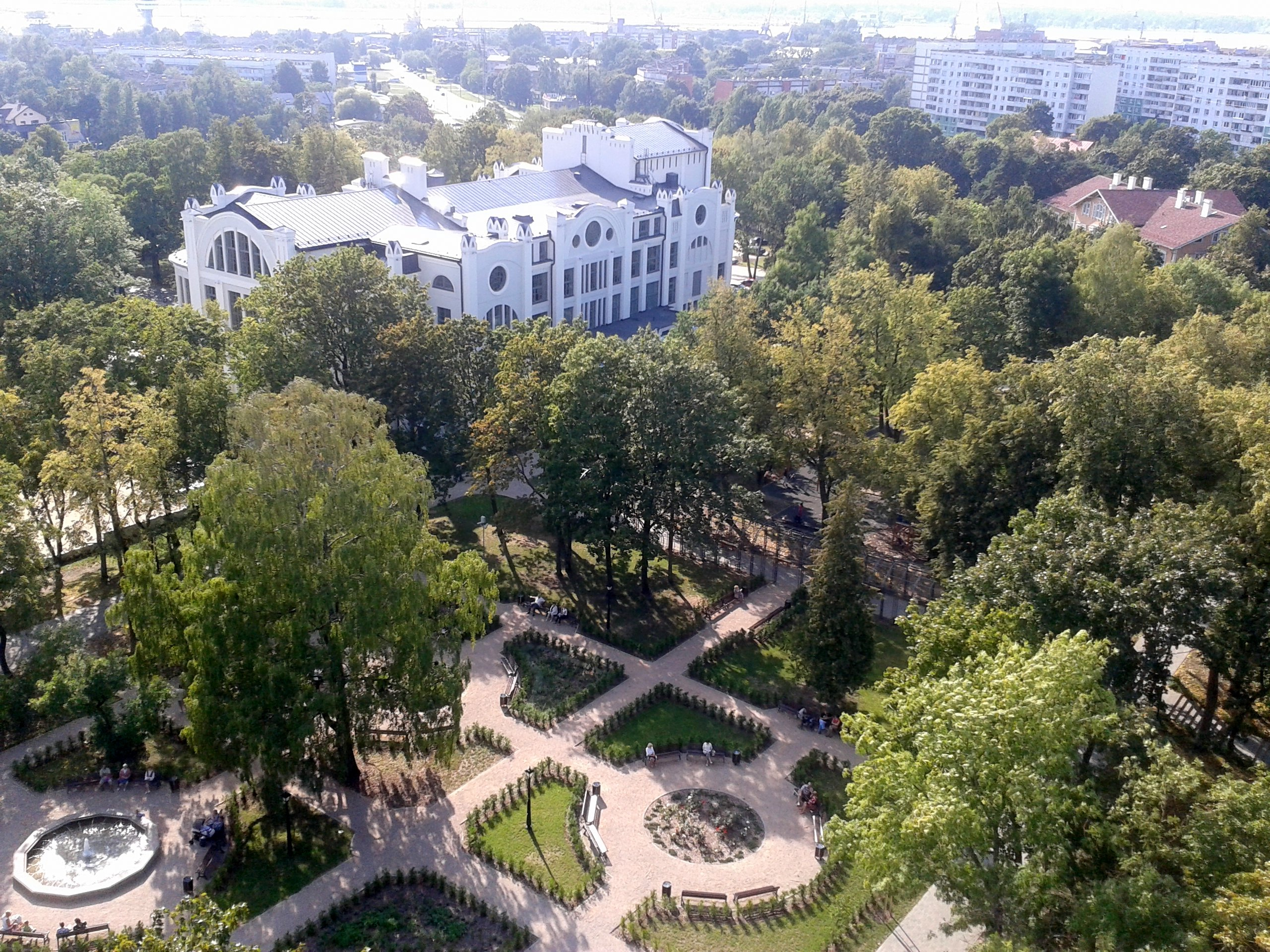
Maison de la culture Ziemeļblāzma.
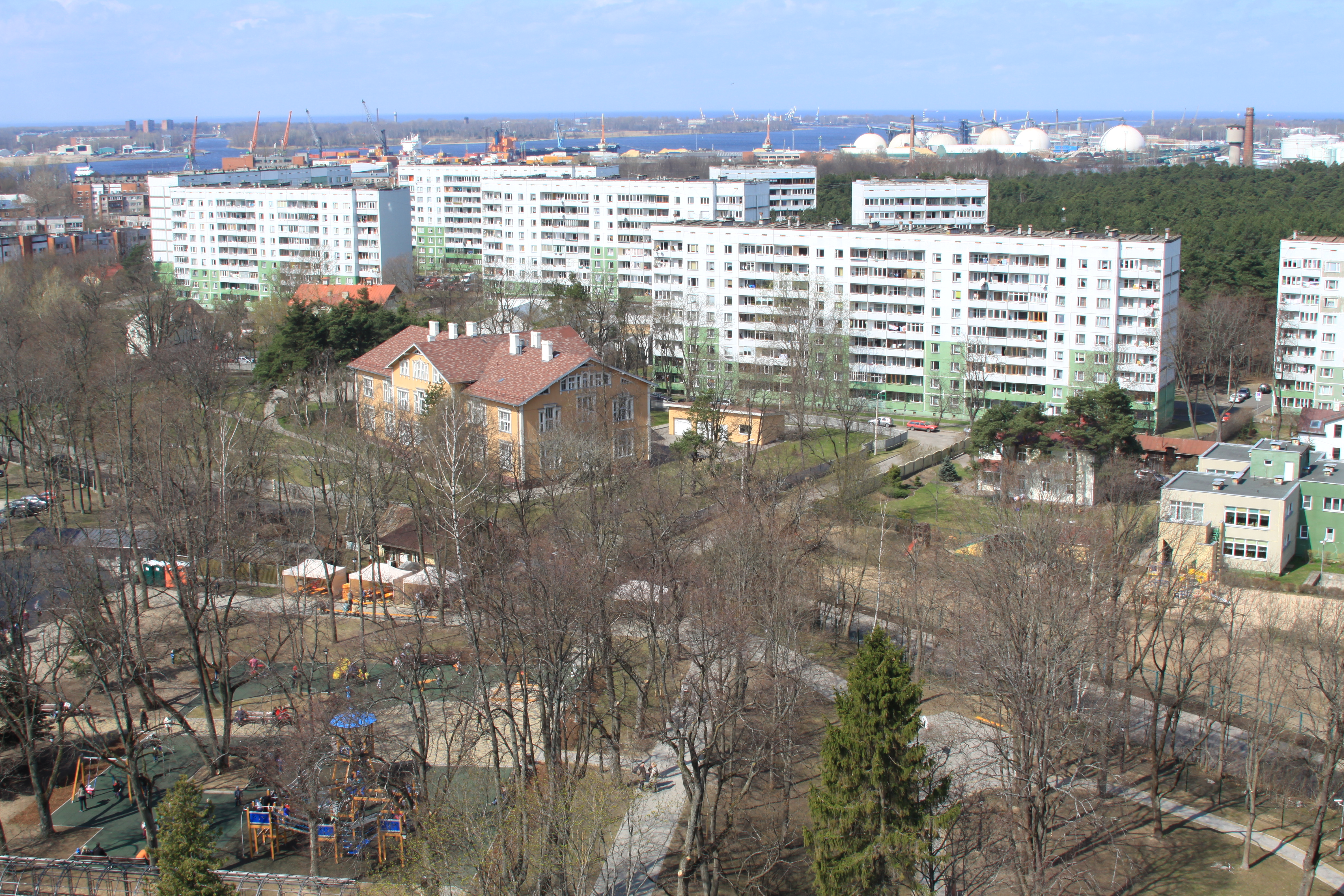
Immeubles du quai du port à Vecmīlgrāvis.
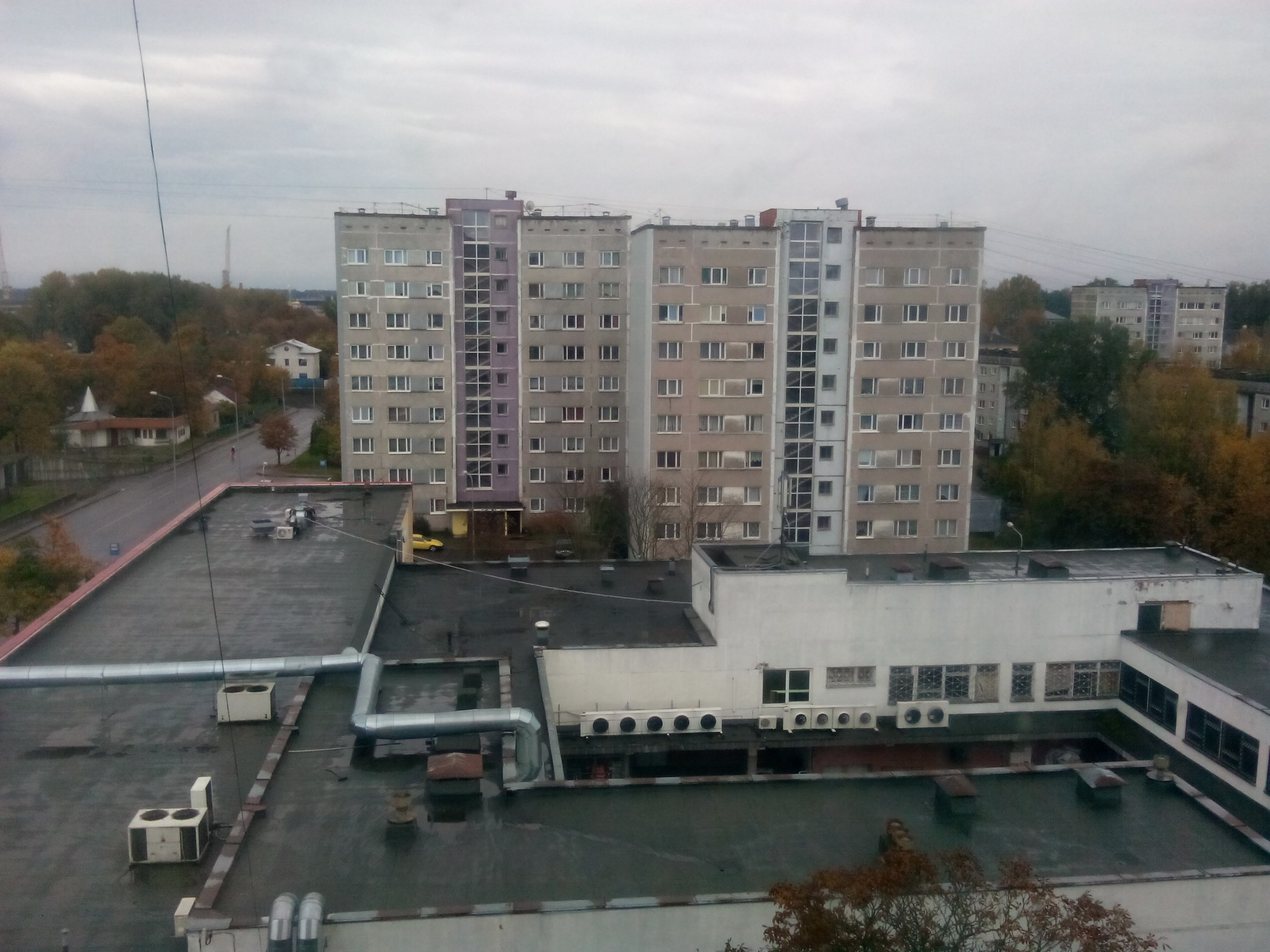
Vue d'un immeuble.
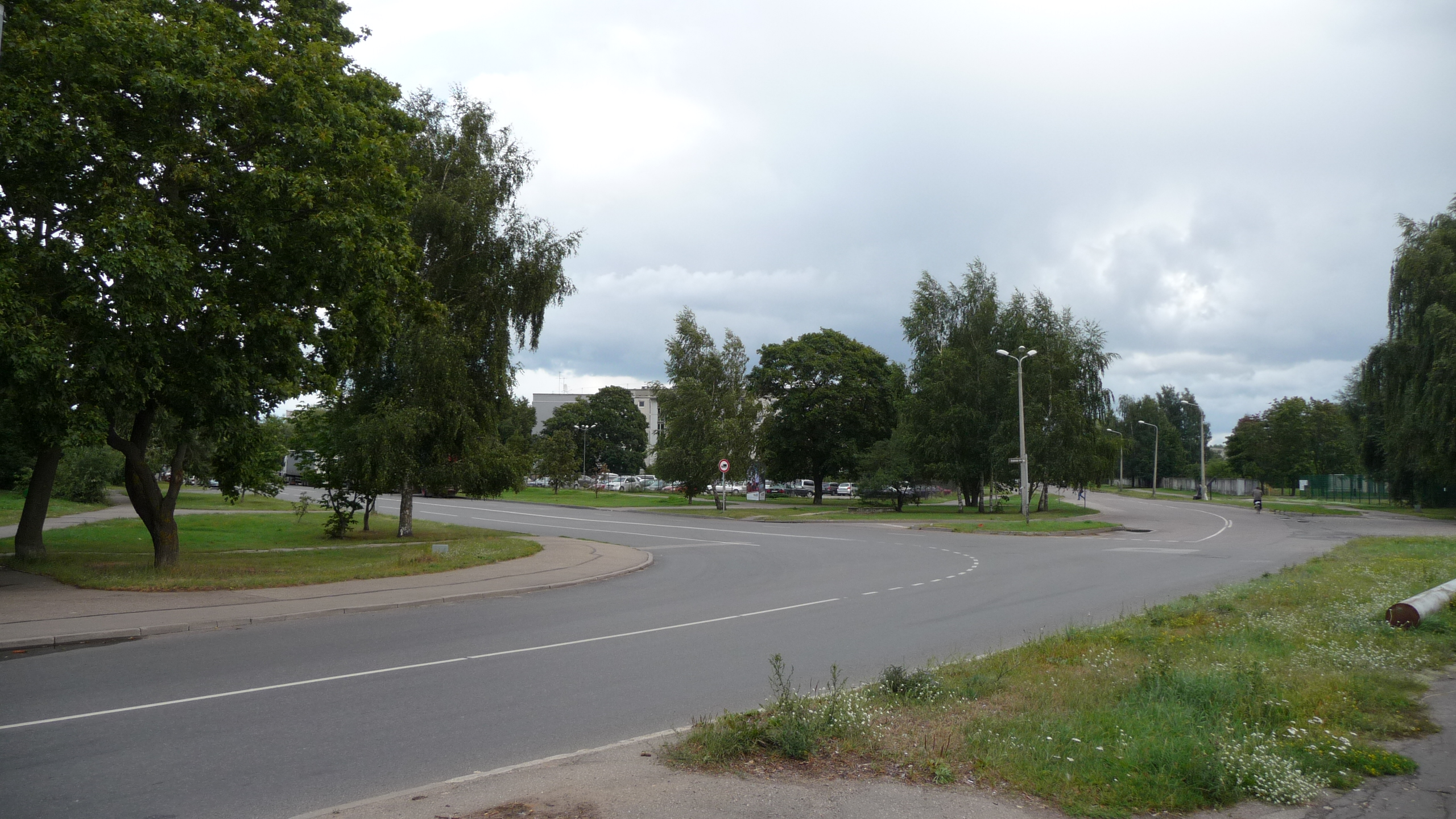
Croisement des rues Kreimeņu et Meldru.